# Route 570 (Nouveau-Brunswick)
Pour les articles homonymes, voir Route 570.
La route 570 est une route locale du Nouveau-Brunswick située dans l'ouest de la province, à l'est de Florenceville. Elle traverse une région principalement vallonneuse. De plus, elle mesure 17 kilomètres, et est pavée sur toute sa longueur.

## Tracé
La 570 débute à Coldstream, sur la route 104, 8 kilomètres au nord-est de Hartland. Elle commence par se diriger vers le nord pendant 3 kilomètres, jusqu'à Bannon, où elle possède 2 courbes prononcées vers la gauche et la droite. Elle continue ensuite sa route vers le nord, traversant ainsi Mount Pleasant et South Gordonsville. Elle se termine sur la route 107, à Gordonsville. 

## Intersections principales
| route 570         |                |    |                                                         |                          |
| Comté             | Location       | km | Intersection/Destinations                               | Notes                    |
| Comté de Carleton | Coldstream     | 0  | R-104, Hartland, Cloverdale                             | extrémité sud de la 570  |
| Comté de Carleton | Bannon         | 3  | Chemin East Coldstream nord, East Coldstream, Esdraelon |                          |
| Comté de Carleton | Mount Pleasant | 6  | Chemin Lansdowne ouest, Lansdowne, Peel                 |                          |
| Comté de Carleton | Gordonsville   | 17 | R-107, Bristol, Glassville                              | extrémité nord de la 570 |